# Žalm 145

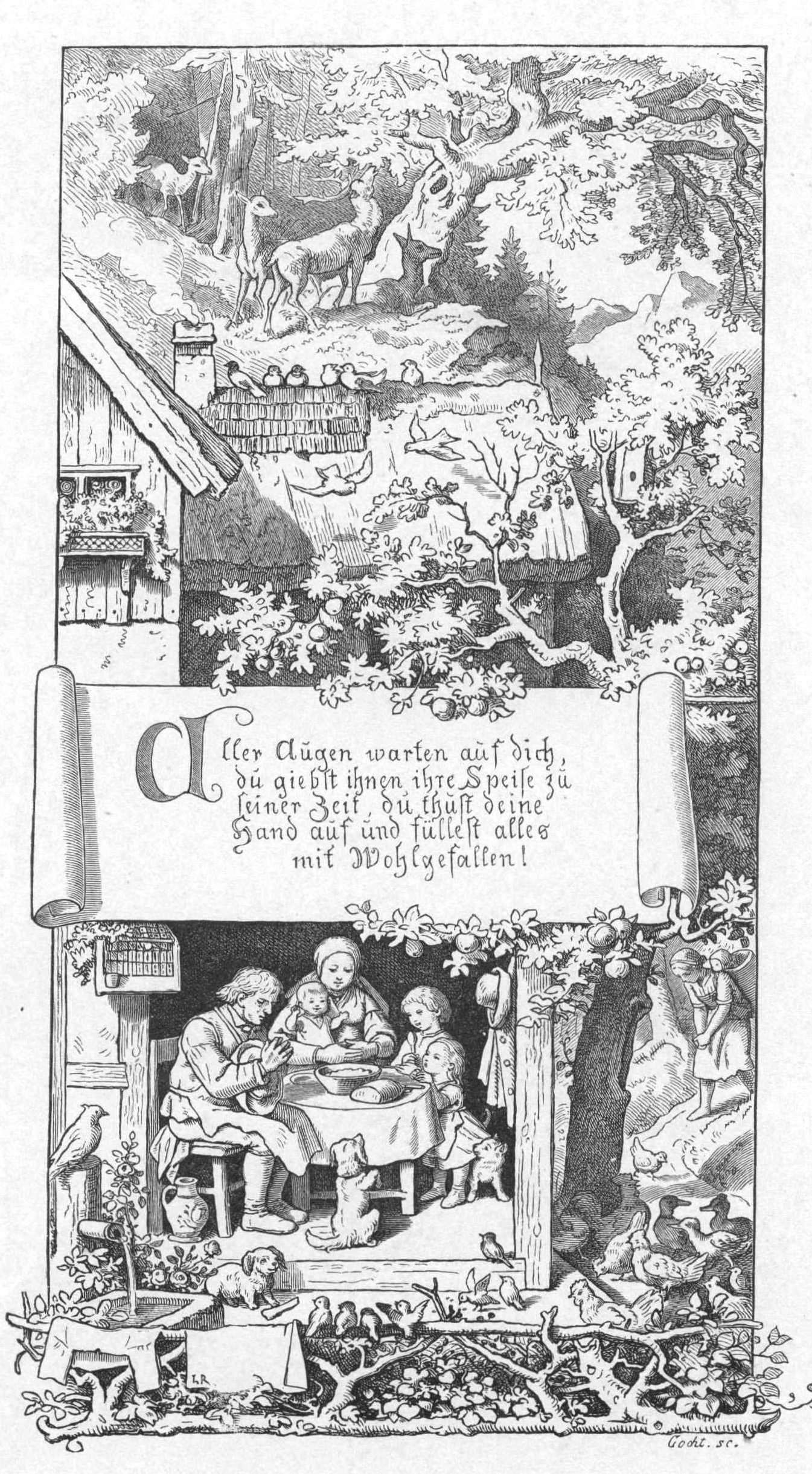
Ludwig Richter, Ilustrace k Žalmu 145:15.16

Žalm 145 („Chci tě vyvyšovat, Bože můj a Králi“) je biblický žalm, jenž se v rané církvi používal jako modlitba při jídle. V překladech, které číslují podle Septuaginty, se jedná o 144. žalm. Žalm je nadepsán takto: „Chvalozpěv Davidův.“ Podle některých vykladačů toto nadepsání znamená, že žalm byl určen pro krále z Davidova rodu. Tradiční židovský výklad naproti tomu považuje žalmy, které jsou označeny Davidovým jménem, za ty, které napsal přímo král David.
Hlavní téma žalmu podle Elie Munka představují slova „otvíráš svou ruku a ve své přízni sytíš všechno, co žije“, která vyjadřují podstatu o Boží prozřetelnosti, jež se vztahuje ke všem živým tvorům jak na kolektivní, tak na individuální úrovni. Zvláštní význam mají též počáteční písmena jednotlivých veršů, jež jsou řazena abecedně, čímž je vyjádřeno přání, aby se všechna písmena hebrejské abecedy spojila v jediný chvalozpěv. Abecední pořádek počátků veršů hebrejského znění žalmu však vynechává písmeno nun z důvodu, aby nepřipomínalo „pád“ (hebrejsky נְפִילָה‎, nefila) člověka. Bezprostředně po tomto vynechání začíná verš písmenem samech, v němž žalmista ujišťuje o tom, že Hospodin naopak „podpírá všechny klesající“.

## Užití v liturgii
V židovské liturgii je žalm podle siduru součástí jak každodenní ranní modlitby, a to v části zvané Psukej de-zimra („Verše písní“), tak každodenní odpolední modlitby. V obou těchto modlitebních časech je žalm uváděn posledním veršem 144. žalmu a 5. veršem 84. žalmu, podle jejichž začátečních slov je tato část modlitby známá též jako modlitba Ašrej („Blaze těm“). Talmud přikládá slovům 145. žalmu takovou důležitost, že o něm prohlašuje: „Kdokoliv pronáší tento žalm třikrát denně, má podíl na světě příštím.“ Spis Šimuš Tehilim („Užití Žalmů“), jehož autorem je zřejmě židovský učenec Chaj Ga'on (939–1038), uvádí, že recitace žalmu může být zvlášť prospěšná tomu, kdo je ve stavu, kdy je zmítán nějakým strachem nebo obavami.